# Judite de Évreux
Judite de Évreux (Évreux, c. 1040 – Palermo, 1076)foi uma nobre normanda. Ela foi a primeira condessa da Sicília como a primeira esposa de Rogério I da Sicília. Ela acompanhou o marido em suas batalhas, e posteriormente comandou a guarnição de Troina até o retorno dele.

## Família
Judite foi a filha de Guilherme de Évreux e de Avoisa de Échauffour (ou Giroie), que era viúva de Roberto I de Grandmesnil.
Os seus avós paternos eram o conde Roberto de Évreux, arcebispo de Ruão, e Arlete. Os seus avós maternos eram Giroie, Senhor de Échauffour, um rico barão normando, e Gisela de Bastenbourg. O seu avô paterno era filho do duque Ricardo I da Normandia e de Gunora de Crépon, que também eram pais, dentre outros, de Ema da Normandia, rainha consorte da Inglaterra, Dinamarca e Noruega pelos seus dois casamentos, e de Ricardo II, avô paterno de Guilherme I de Inglaterra, o primeiro rei normando da Inglaterra, conhecido como "o Conquistador". Portanto, Judite era prima do rei Guilherme.
Ela teve cinco irmãos por parte de pai e mãe, três meninos e duas meninas.
Judite tinha dois meio-irmãos por parte de mãe do primeiro casamento de Herleva com Roberto de Grandmesnil: Hugo, um dos companheiros de Guilherme, o Conquistador, que lutou na Batalha de Hastings, e Roberto II de Grandmesnil, abade de Saint-Evroul, na comuna de Saint-Evroult-Notre-Dame-du-Bois. Ela também tinha uma meia-irmã chamada Ema ou Ana, que entrou no convento junto com Judite.

## Biografia
Judite era orfã, por isso, o seu meio-irmão, o abade Roberto, era o seu guardião. Roberto foi eleito abade de Saint Evroul em 1159. No entanto, ele teve uma briga com o o duque da Normandia, Guilherme (o futuro rei Guilherme I da Inglaterra), e em 1061, ele viajou para Roma para buscar a assistência do papa. Quando Roberto retornou, ele descobriu que o duque tinha escolhido um novo abade na sua ausência. Ele tinha alguns parentes que estavam entre os normandos que tinham se estabelecido no sul da Itália, que os convidaram a ir para lá. Assim, em janeiro de 1061, Roberto deixou a Normandia junto com Judite, seu irmão e irmã para Roma. Eventualmente, ele se voltou para Roberto de Altavila, duque da Sicília e Calábria, que tratou o abade com muito respeito, e convidou ele e os seus monges a se estabelecerem na Calábria, no Mosteiro de Santa Eufêmia.
O irmão do duque Roberto era o futuro conde Rogério I da Sicília, filho mais novo de Tancredo de Altavila, Senhor de Cotentin e de Fredesenda da Normandia. Quando ele conheceu Judite na Normandia, antes de partir para a Itália, os tinham se apaixonado, e juraram permanecer leais um ao outro. Contudo, como na época ele considerado era um nobre inferior e o pai da nobre não aprovava o relacionamento, isso levou própria Judite a se tornar uma noviça do convento de Ouche, anexado à Abadia de Saint-Evroul, acompanhada de sua meia-irmã, Ema (também chamada de Ana), para evitar a atenção de outros pretendentes de estirpe superior. A posição social e sorte de Rogério tinham, agora, mudado significativamente. Não mais o filho pobre de uma família normanda inferior, quando Rogério soube que Judite estava na Calábria, ele foi se encontrar com ela. Judite não tinha tomado os votos monásticos na França, e portanto, os dois se casaram de imediato, em novembro de 1061, na cidade de San Martino d'Agri, e então, Rogério levou a noiva para Mileto, onde o casamento foi celebrado no início de 1062.
Rogério, no entanto, logo deixou a nova esposa em Mileto, e retornou para as suas campanhas militares na Sicília. No verão seguinte, ele se juntou à ela, e a levou consigo para a Sicília, onde ele e o seu exército de 300 homens partiram para Troina. Após deixar Judite sob a proteção de sua guarnição, ele deu prosseguimento à sua campanha. Em seguida, residentes gregos atacaram as fortificações do conde numa tentativa de levar a nobre prisioneira, e trocá-la pela garantia de que os normandos deixariam a cidade de Troina. No entanto, a guarnição resistiu até o retorno de Rogério que resgatou a esposa e as tropas que a protegiam.
Os normandos lutaram contra os gregos por mais quatro meses, que agora tinham juntado forças com os árabes. Durante o inverno de 1062 a 1063, Judite dividiu as suas dificuldades com o marido, e as tropas de Rogério que viviam no frio e sem comida. Por fim, o conde conseguiu derrotar os árabes, e retomou o controle de Troina. Entretanto, Rogério precisava retornar ao continente para reabastecer os cavalos e suprimentos do exército, e, assim, deixou a esposa mais uma vez. Desta vez, ela própria tomou o controle da citadela até o retorno do marido.
Em 1071, Rogério obteve do papa a permissão para criar o condado da Sicília.
A condessa faleceu na Sicília, em 1076, quanto tinha cerca de 36 anos, mas o seu local de sepultamento é desconhecido. Ela teve cinco filhos com o marido, quatro meninas e um menino.
Após a morte da esposa, o conde ainda veio a se casar novamente mais duas vezes. Sua segunda esposa foi Eremburga de Mortain, com quem teve nove filhos, e depois foi marido de Adelaide del Vasto, com quem teve mais três filhos. Rogério ainda foi pai de um filho ilegítimo com uma amante de nome desconhecido, Godofredo, que foi conde de Marsico, marido de Rogalia.

## Descendência
- Flandina da Sicília, foi casada com Hugo de Gercé (ou Jersey), o primeiro conde de Paternò, com quem teve três filhos. Hugo recebeu a província siciliana de Catânia devido ao casamento. A obra Brevis Chronica do monge Conrado registra que Hugo foi morto pelos sarracenos em 1076, em Mortelletto, na Catânia.[14] Depois se casou com Henrique del Vasto, irmão mais novo da segunda madrasta de Flandina. Com ele teve um filho, Simone del Vasto.[15]
- Matilde da Sicília (1062 – antes de 1094), foi primeiro casada com Roberto, Conde de Eu, mas foi repudiada antes de 1080; depois tornou-se a segunda esposa do conde Raimundo IV de Tolosa, porém, eles se divorciaram em 1088. Não teve filhos;[16]
- Ema da Sicília (1063 – após agosto de 1119), foi casada com Guilherme VI, Conde de Auvérnia, com quem teve dois filhos. Após ter sido, supostamente, repudiada por ele, casou-se com Rodolfo Macabeo, Conde de Montescaglioso, com quem teve três filhos;[17]
- Adeliza da Sicília (m. antes de 1096), esposa de Henrique, Conde de Lucera e del Gargano. Não teve descendência;[18]
- Jordano da Sicília (m. 12 de setembro de 1091/92), segundo a crônica do monge Conrado, Jordão escapou dos sarracenos que devastaram a Sicília em 1076, e capturou Drepanum, Bicarum e Castrum Novum. Ele pôs um fim ao cerco de Trapani em 1077, e conseguiu recapturar Siracusa dos mulçumanos em 1081. Após ficar encarregado da Sicília durante a ausência do pai, que estava ajudando o irmão na península italiana, Jordano se rebelou contra a autoridade do pai, embora tenha sido perdoado mais tarde. Foi casado com uma irmã de sua segunda madrasta, porém, o nome dela é desconhecido. Não teve filhos;[19]